# Fahne und Wappen des Kantons und der Stadt Zürich
Die Fahne und das Wappen des Kantons und der Stadt Zürich sind diagonal geteilt; die obere rechte (heraldisch linke) Hälfte ist weiss, die untere linke Hälfte ist blau.

## Fahnen

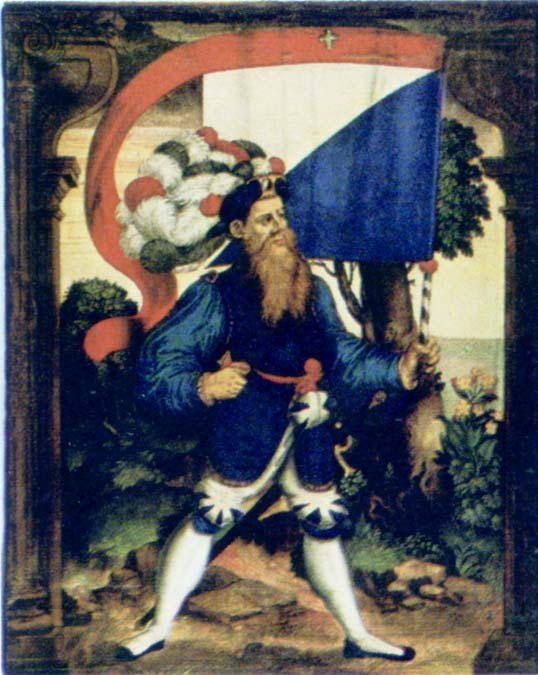
Der Bannerträger des Standes Zürich auf einem Gemälde 1585 – gut sichtbar der rote Schwenkel

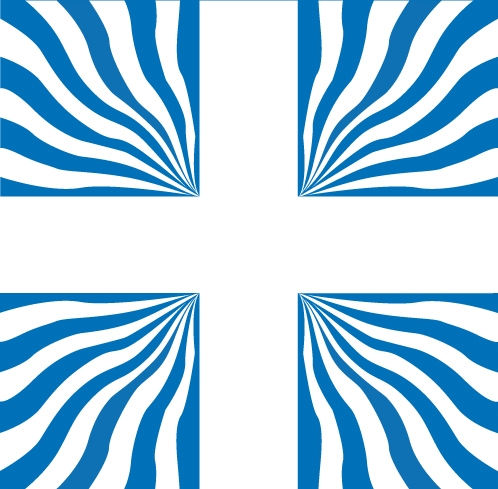
Die Militärfahne der Republik Zürich bis 1798

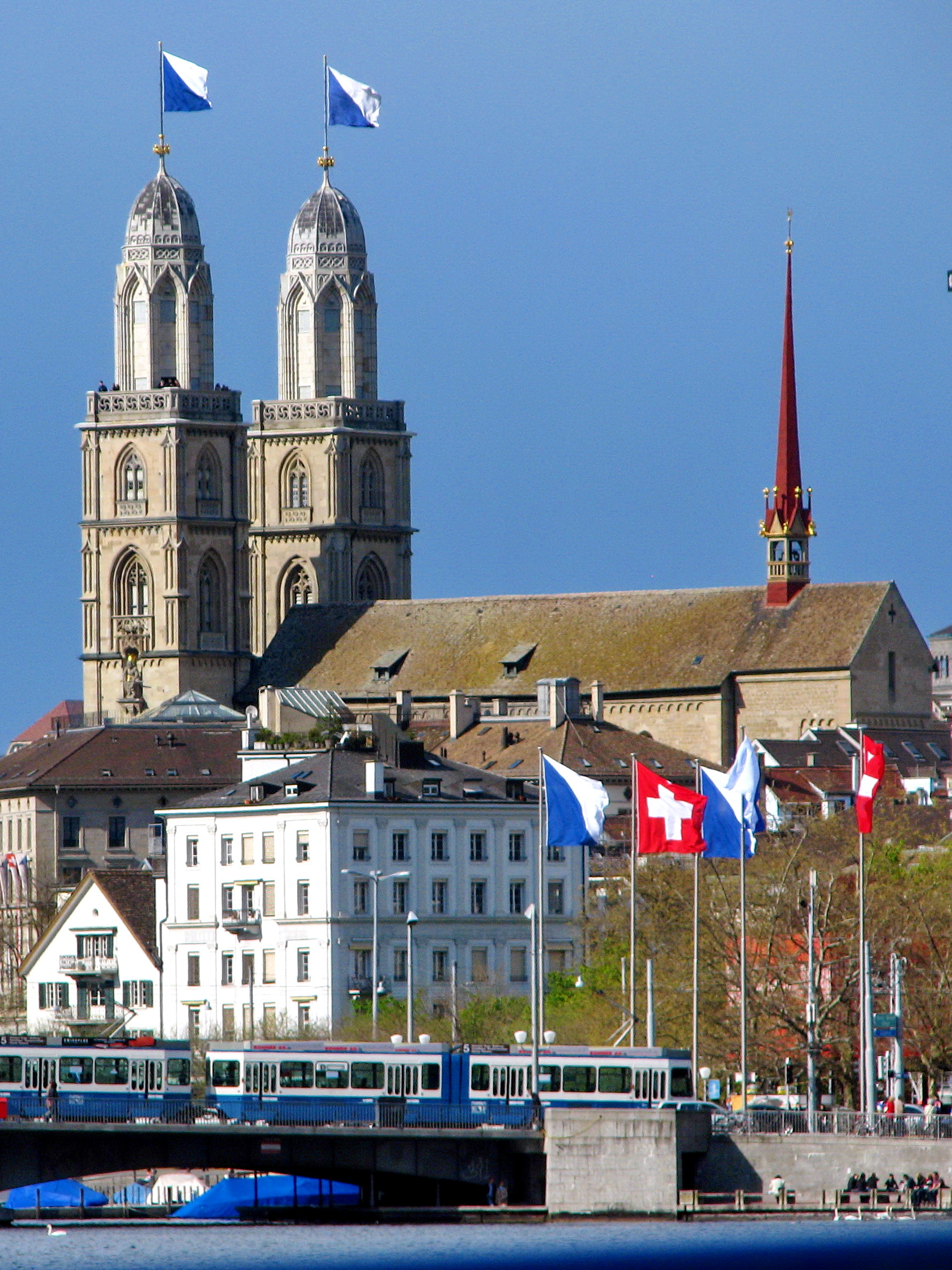
Festliche Beflaggung von Grossmünster und Quaibrücke mit National- und Kantonsfahnen (Sechseläuten 2009)

### Zürcher Banner
Zürich war seit 1218 reichsfrei und könnte seit jener Zeit ein eigenes Banner geführt haben. Im Zusammenhang mit der Schlacht am Morgarten 1315 ist bezeugt, dass die Zürcher Fähnlein mitführten, und es gibt Hinweise darauf, dass diese blau-weiss waren. Sicher belegt ist das diagonal geteilte Zürcher Banner erstmals 1434.
Das Zürcher Banner hatte bereits am ältesten bekannten Banner von 1434 einen roten Schwenkel (langer, latzförmiger roter Fortsatz) angebracht. Es gibt verschiedene Erklärungen für diese Zutat: König Rudolf I. von Habsburg soll der Überlieferung nach Zürich das Ehrenzeichen für die Hilfe beim Krieg gegen den Bischof von Basel bzw. für die Teilnahme am Feldzug gegen Ottokar von Böhmen verliehen haben. Er könnte aber auch eine Aufwertung des Banners nach dem Aufstieg zur Reichsstadt bedeuten. Eine andere Überlieferung sieht im Schwenkel ein Schandzeichen für einen Bannerverlust Zürichs an Winterthur 1292. Letztere Interpretation ist wohl in Zürich nicht geteilt worden: Als nämlich der Herzog von Lothringen nach der gewonnenen Schlacht bei Murten den Schwenkel vom Zürcher Banner entfernte (er dachte in französischer Tradition, bei der dadurch eine Aufwertung des Banners erfolgt), da nähten die Zürcher später den Schwenkel wieder an.
Ein besonderes Banner war das sogenannte Juliusbanner, das Papst Julius II. Zürich 1512 als Dank für die Kriegshilfe in Italien verlieh. Es war aus Damastseide gefertigt und wies eine Eckquartier aus florentinischer Stickerei auf, in dem die heilige Dreifaltigkeit und die Krönung Marias dargestellt war, darunter das Wappen von Julius II. Dieses Banner ist heute noch erhalten und befindet sich im Landesmuseum Zürich.

### Militärfahnen
Im 17./18. Jahrhundert wurden die alten Banner durch den Einfluss der fremden Dienste durch modernere Fahnen ersetzt. Dabei setzte sich für die Militärfahnen der meisten Kantone das charakteristische Flammenmuster durch. Das durchgehende weisse Kreuz wurde mit Flammen in den Standesfarben ergänzt, im Falle Zürichs mit weiss und blau.

### Kantonsfahne
Wie die anderen Kantone der modernen Eidgenossenschaft wird das Zürcher Wappen seit dem frühen 20. Jahrhundert auch als Wappenbanner verwendet und bei festlichen Anlässen sowohl von offizieller als auch von privater Seite gehisst.

## Wappen

### Entstehung des Wappens

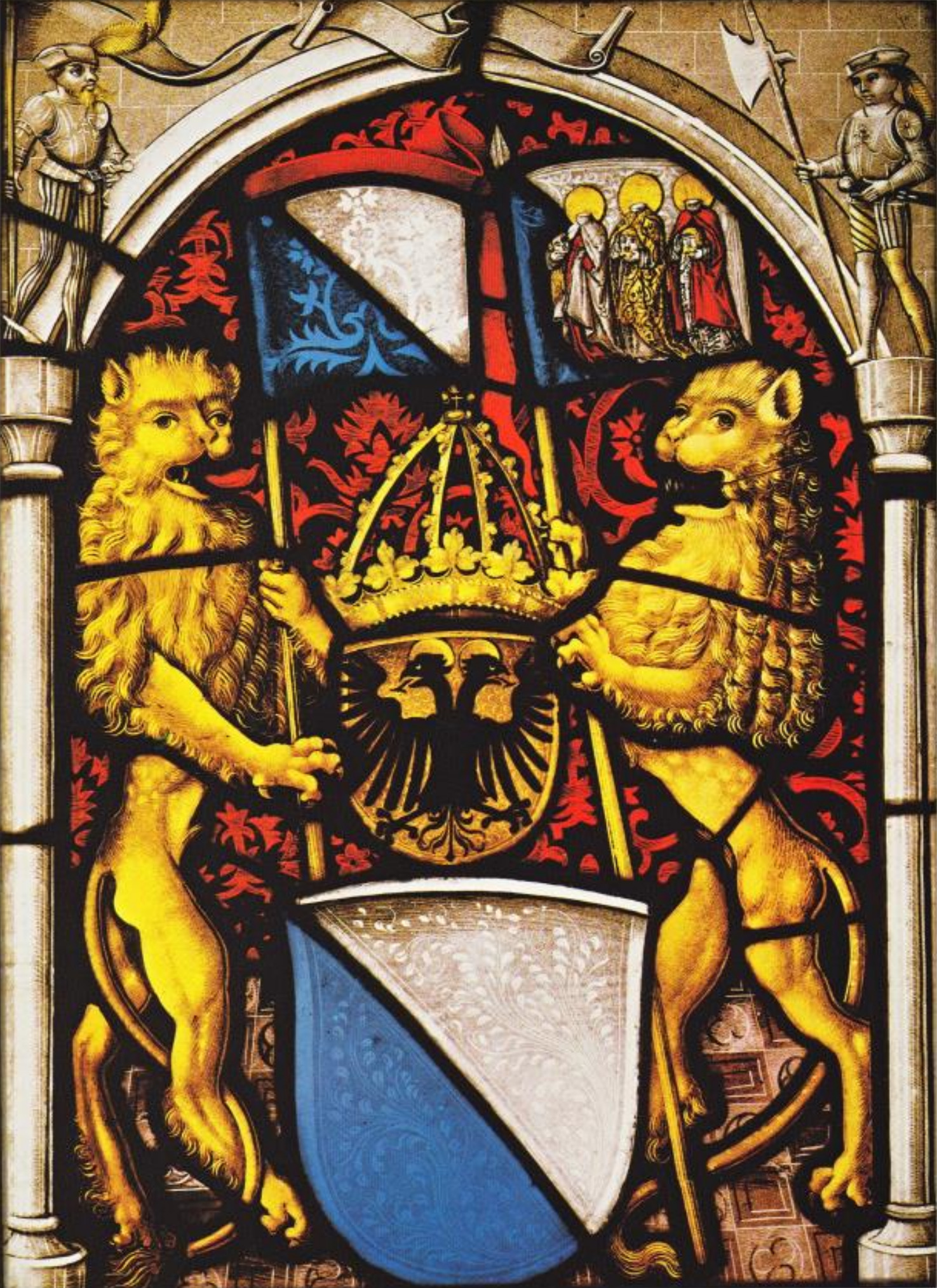
Standesscheibe der Stadt Zürich von Lukas Zeiner (um 1490)

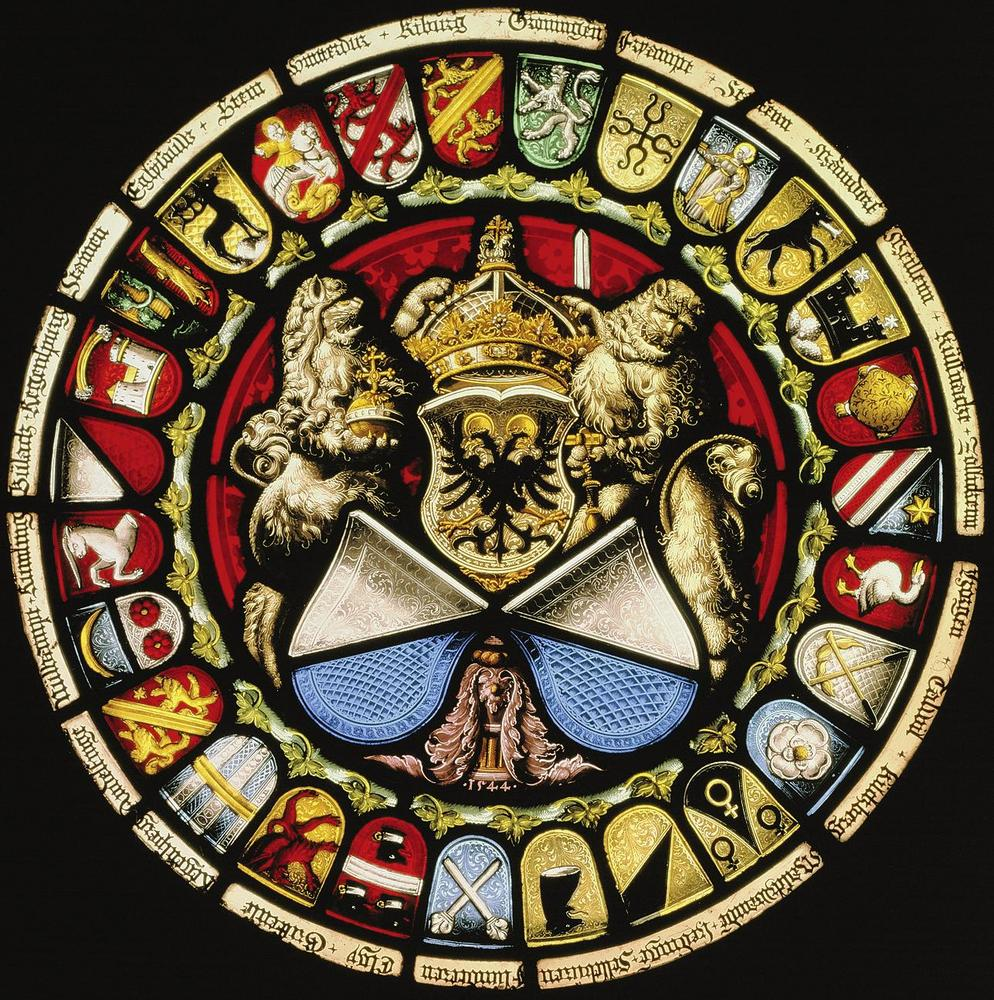
Ämterscheibe von 1544

Das Stadtwappen von Zürich, der von Silber und Blau schräg geteilte Schild, ist zum ersten Mal auf einem Siegel des Hofgerichts Zürich von 1389 nachgewiesen. Es ist damit verhältnismässig spät belegt, später als die Wappen von Winterthur (1276), Grüningen (1370) und Rheinau (1374). Dieser Umstand hängt damit zusammen, dass das Stadtsiegel Zürichs die Stadtheiligen, Felix und Regula, aber nicht das Stadtwappen abbildete.
Die Gestaltung des Wappens von 1389 lehnte sich an jenes des Rottweiler Hofgerichts an, wohl weil der Zürcher Gerichtshof nach dessen Vorbild geschaffen worden war. Die ersten farbigen Belege für das blaue und weisse Wappen finden sich ab dem 15. Jahrhundert auf Schilden, Gemälden und vor allem auf Glasscheiben.

### Löwe als Schildhalter
Der Löwe als Schildhalter wurde für Zürich in Standesscheiben ab etwa 1490 verwendet (Standesscheibe von Lukas Zeiner). Anders als andere Kantone wie Bern oder Solothurn, die gelegentlich Löwen als Schildhalter verwendeten, wurde das Zürcher Wappen seit 1500 fast ausschliesslich mit Löwen dargestellt. Dies auch auf Zürcher Münzen, Mandaten (Verordnungen) und Stadtansichten von Zürich; meist war der Wappenschild der Stadt von der Reichskrone und vom Reichsadler bekrönt, die Löwen trugen oft ein Schwert und manchmal den Reichsapfel. Dieser Bezug zum Heiligen Römischen Reich verschwand erst gegen Ende des 17. Jahrhunderts, also fast fünfzig Jahre, nachdem die Eidgenossenschaft mit dem Westfälischen Frieden 1648 formalrechtlich aus dem Reich ausgeschieden war. Seit dem späten 17. Jahrhundert hält einer der Löwen ein Schwert und der andere einen Palmwedel. Auch ein einzelner Löwe mit Palmwedel kam vor.
Der 1660 geprägte Wasertaler wurde wahrscheinlich seines Münzbildes wegen eingezogen und durch den Zürcher Taler von 1661 ersetzt. Dieser Taler zeigt einen Löwen als Schildhalter des Zürcher Wappens. Ein Grund für die Einziehung des Talers soll u. a. der bekrönte Wappenschild des Wasertalers gewesen sein.
Der Löwe wurde als «Zürileu» zum Symbol Zürichs. Das moderne Zürich schmückte sich wiederholt mit Löwenskulpturen. Löwen als Gips von Urs Eggenschwyler wurden 1887 zur Eröffnung der Quaianlagen aufgestellt. Karl Geiser schuf eine Löwenskulptur für die Landi 39 in Zürich, heute steht sie bei der kantonalen Verwaltung am Neumühlequai. Auch der Eishockey-Verein der Stadt Zürich, gegründet 1930 als «Zürcher Schlittschuh-Club», wurde 1997 in ZSC Lions umbenannt.

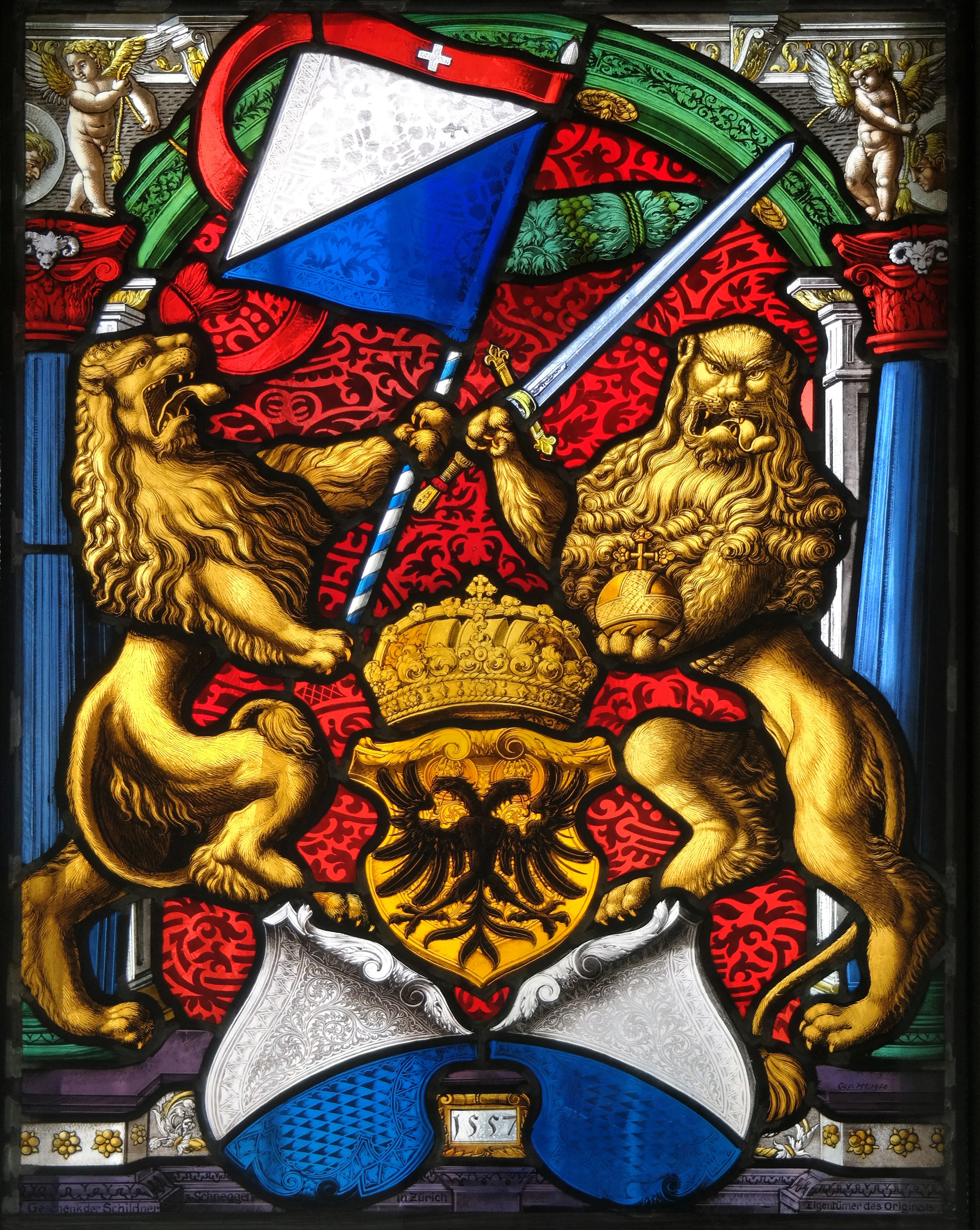
Standesscheibe der Stadt Zürich, Detail aus dem 1557 von Zürich gestifteten Glasfenster im Kreuzgang des Klosters Muri
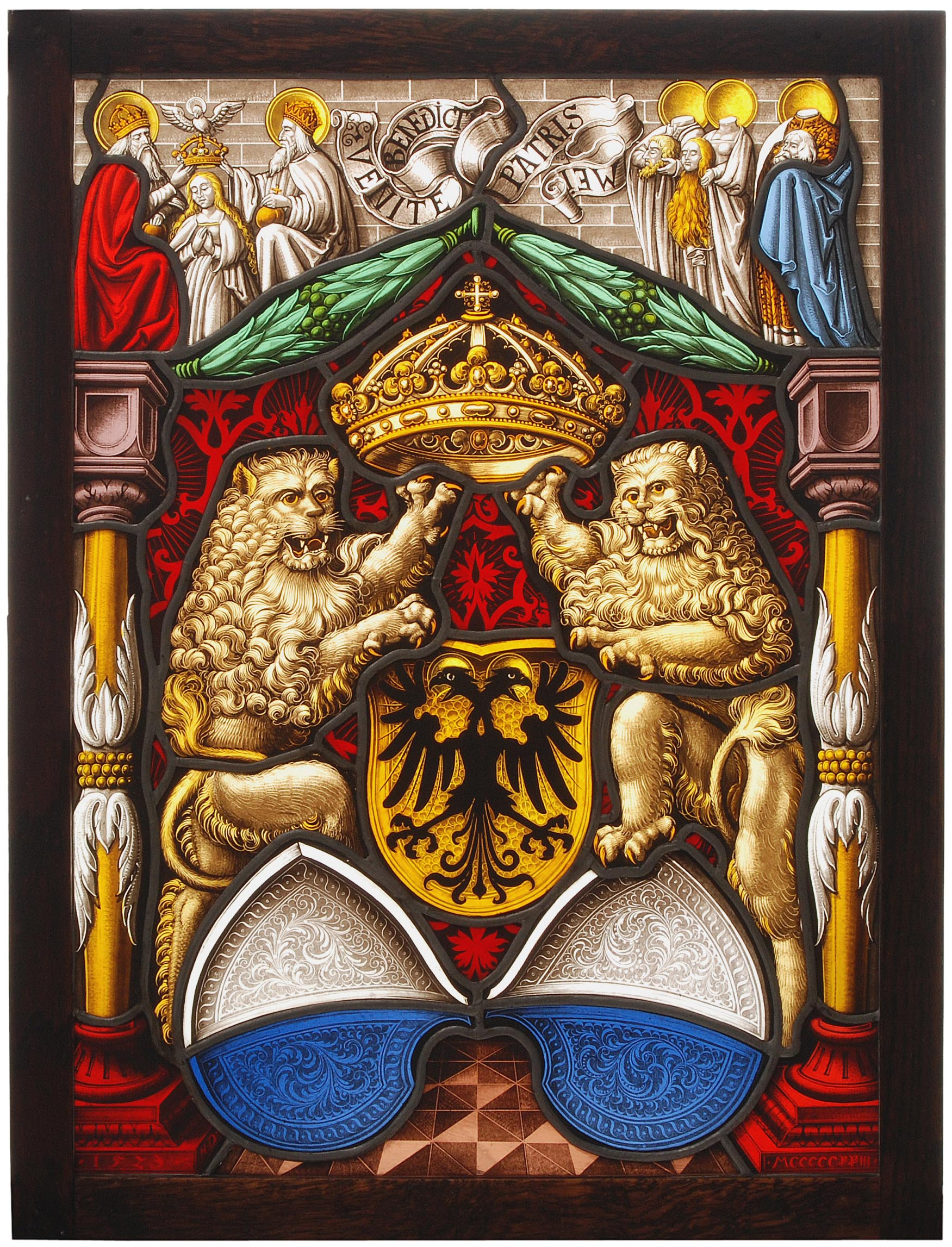
Standesscheibe von 1523, mit Krönung Mariens und den Stadtheiligen.
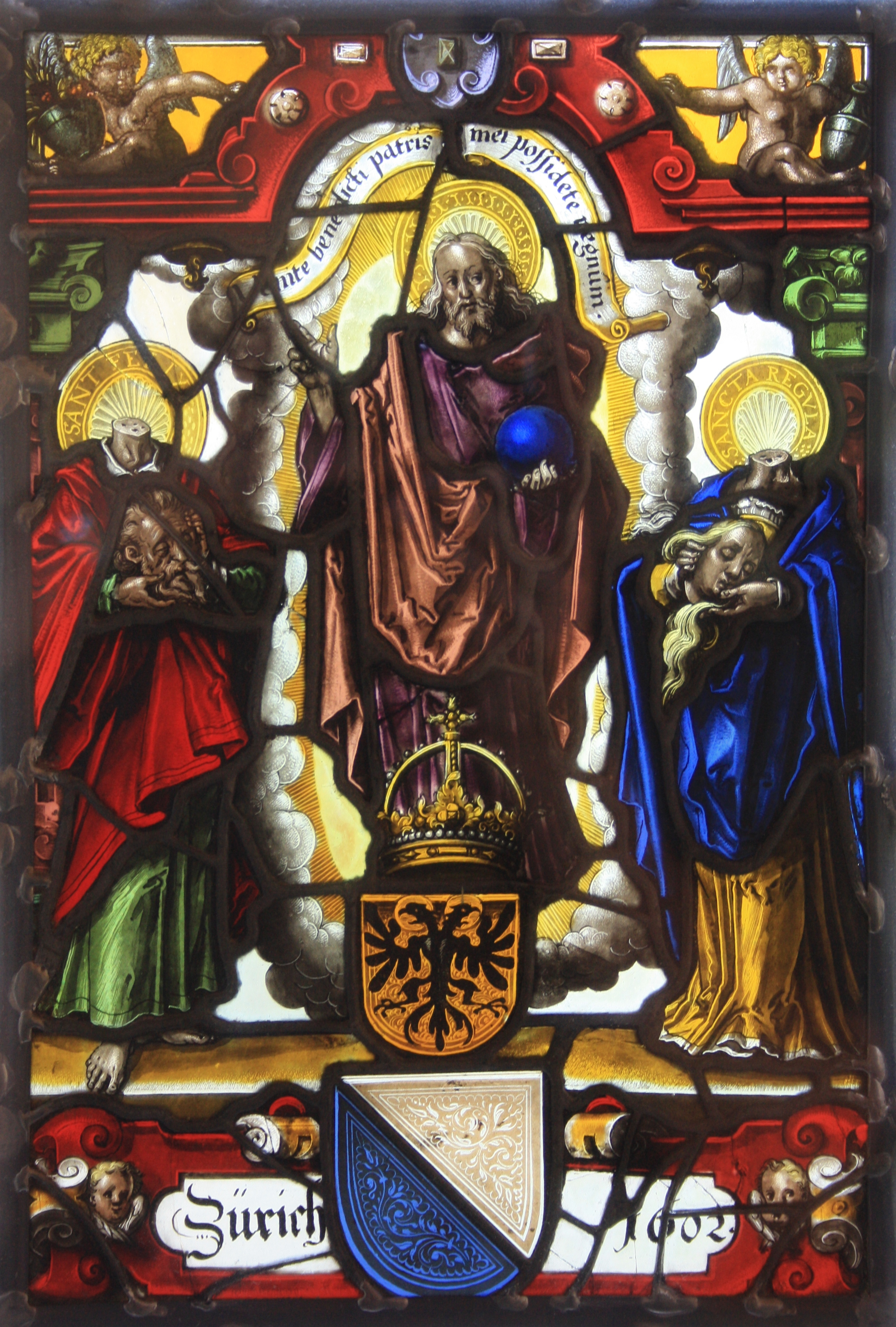
Wappenscheibe von 1602 (Kreuzgang des Klosters Wettingen), statt von Löwen wird der Wappenschild flankiert von den Stadtheiligen.
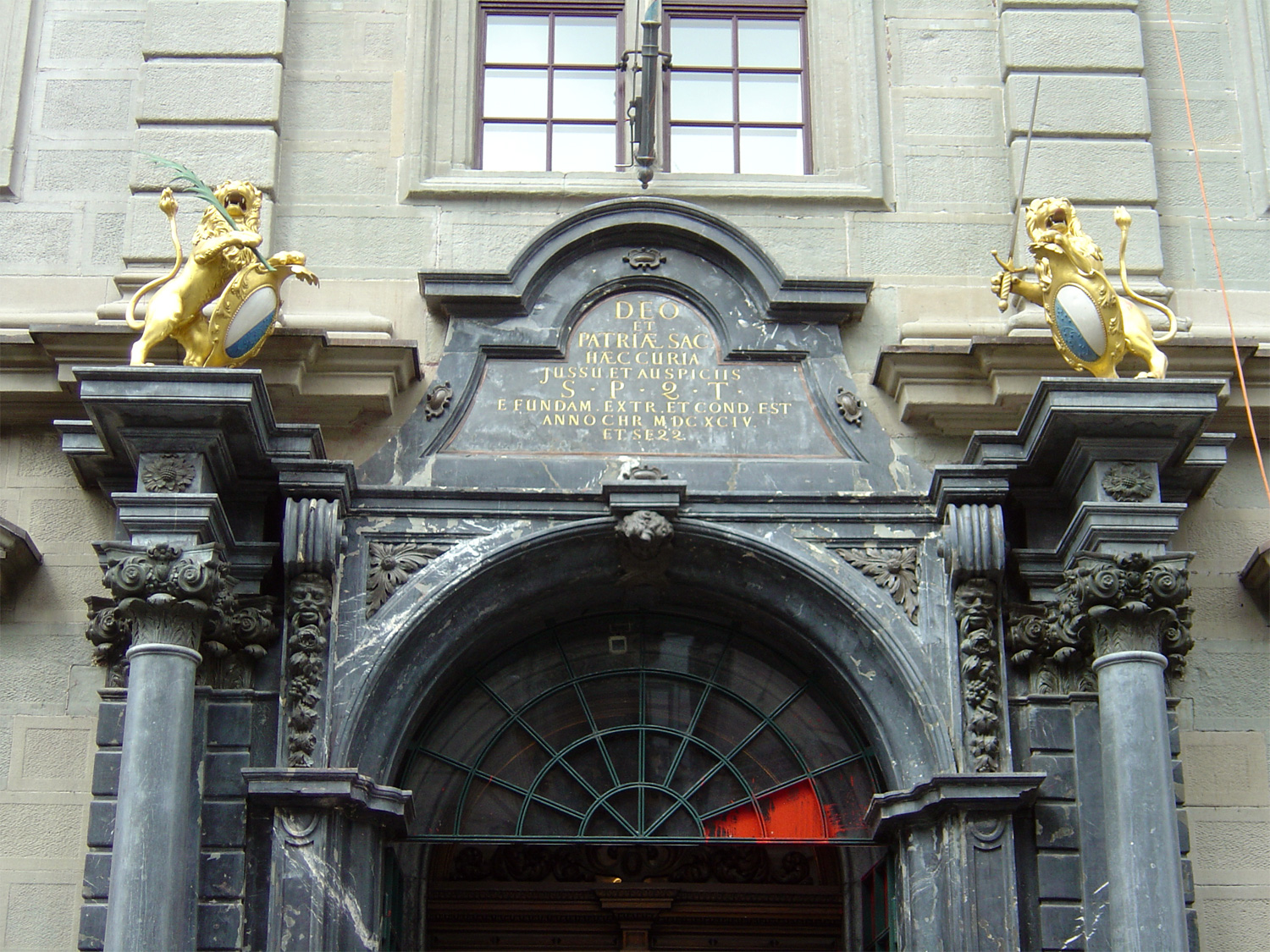
Detail aus dem Portal des Zürcher Rathauses aus dem 17. Jahrhundert. Zu beiden Seiten der Inschrift stehen auf den Säulenkämpfern zwei vergoldete Löwen als Schildhalter. Der eine der beiden Löwen trägt ein Schwert, der andere einen Palmwedel. Ursprünglich trug er ein Szepter als Zeichen der Souveränität der Stadt.
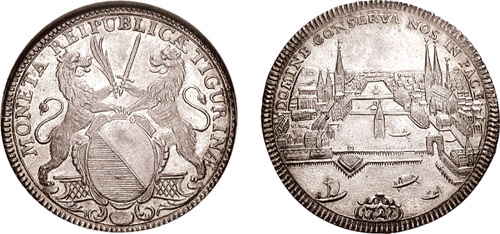
Zwei Löwen als Schildhalter auf einem Zürcher Taler von 1727

### Zeitgenössische Verwendung durch Behörden
Der Kanton und die Stadt Zürich benutzen dasselbe Wappen. Der Löwe bzw. die Löwen werden nur im Vollwappen verwendet. Während das Vollwappen des Kantons Zürich einen Löwen mit einem Schwert auf der vorderen (heraldisch rechten) Seite (das Schwert als Symbol für den Krieg und die Staatsgewalt) sowie einen Löwen mit einem Palmwedel auf der hinteren (heraldisch linken) Seite (der Palmwedel als Friedenssymbol) zeigt, sind auf dem Vollwappen der Stadt als Wappenträger zwei stilisierte Löwen dargestellt. Zudem liegt über dem Wappen eine Mauerkrone. Die Mauerkrone dient zur Unterscheidung vom Kantonswappen, das nie gekrönt ist, und verweist mit dem alten Symbol der Stadtmauer auf die Stellung der Gemeinde Zürich als Stadt.
Die von in Drucksachen der städtischen Behörden verwendete stilisierte Zeichnung des Vollwappens wurde 1946 nach einem Entwurf von Helmut Kurtz (1903–1959) eingeführt. 1975 wurde die zuvor dreizinnige Mauerkrone durch eine Mauerkrone mit fünf Zinnen ersetzt. Ein neues Stadtsiegel wurde 1953 von Pierre Gauchat (1902–1956) geschaffen.
Der Kanton veröffentlicht (seit 2014) ein Corporate Design Manual. Beauftragt wurde die Agentur Feurer Network AG. Entstanden ist dabei ein «Logosystem», bestehend aus den Elementen «Löwe», «Flagge» und Text (Name der jeweiligen Behörde).
Die Stadt Zürich veröffentlicht seit 2021 ebenfalls ein CD Manual («CD» für Corporate Design) mit genauen Angaben zu Typografie, Logo und Layout.

Wappen der Stadt Zürich als städtisches Logo, seit 2005 ohne den unteren Balken. Diese moderne, stilisierte Variante darf nur von öffentlichen Ämtern benutzt werden.
Wappen der Stadt Zürich, so wie es auf den Fahrzeugen der Verkehrsbetriebe Zürich erscheint.
Das volle kantonale Wappen ist als Logo Kantons- und Regierungsrat des Kantons vorbehalten.
Auf den Publikationen der kantonalen Ämter wurde bis 2014 dieser Löwe mit dem Wappen (auf der heraldisch linken Seite) verwendet. Diese Darstellung wurde 2014 durch das «Logosystem» mit einem Löwen ganz ohne Wappenschild ersetzt.

## Adaptionen des Zürcher Wappens
Einige Zürcher Gemeindewappen und Gemeindefahne beruhen auf dem Zürcher Wappenschild.
Weiach hatte seit 1719 einen in gold und schwarz facettierten Stern im Zürcher Schild (in verwechselten Farben bei Krauer 1860, offizielle Übernahme 1931). In der Kirche von Bachs befand sich seit 1714 ein Zürcher Schild mit einem schwarz und weiss facettierten achtstrahligen Stern.
Für das offizielle Gemeindewappen wählte man 1931 einen blauen Stern.
Für Benken ZH wurde Pflugschar und Rebmesser von Krauer (1860) in den Zürcher Schild gestellt (offizielle Übernahme 1929).
Dachsen verwendete um 1920 dasselbe Wappen wie die Nachbargemeinde Bachs, deswegen wurde 1930 die Tingierung Rot gewählt (Anlehnung an den Domstift Konstanz).
Das Gemeindewappen von Waltalingen war seit dem ausgehenden 19. Jahrhundert (amtliche Anerkennung 1930, Aufhebung der Gemeinde 2019) eine Kombination der älteren Wappen von Waltalingen (Pflugschar in blauem Feld, um 1800) und von Guntalingen (Kleeblatt in silbernem Feld, 1837), so dass das kombinierte Wappen das Heroldsbild des Kantonswappens enthielt.
Weitere Gemeinden, die noch bei Krauer (um 1860) den Zürcher Schild im Gemeindewappen hatten, sind Brütten, Ottenbach, Rheinau, Russikon und Zumikon.

Weiach (1860)
Bachs (1931)
Benken (1860)
Dachsen (1930)
Waltalingen (um 1900)